# Теорема Пикара (дифференциальные уравнения)
Теорема Пикара (теорема Пикара — Линделёфа, теорема Коши — Липшица) — основная теорема обыкновенных дифференциальных уравнений;
приводит достаточные условия для существования и единственности решения обыкновенного дифференциального уравнения первого порядка.

## Формулировка
Пусть {\displaystyle y'=f_{t}(y)} — обыкновенное дифференциальное уравнение, где {\displaystyle y=y(t)\in \mathbb {R} ^{n}}, {\displaystyle f_{t}(y)} — векторное поле зависящее от параметра {\displaystyle t}.
Если отображение {\displaystyle (t,y)\mapsto f_{t}(y)} непрерывно и для любого фиксированного {\displaystyle t}, и отображение {\displaystyle y\mapsto f_{t}(y)} — липшицево, то для любого {\displaystyle y_{0}} существует {\displaystyle \varepsilon >0} такое, что на промежутке {\displaystyle [t_{0}-\varepsilon ,t_{0}+\varepsilon ]} существует решение уравнения с начальными данными {\displaystyle y(0)=y_{0}}.

### Замечания
- Верна также локальная версия теоремы.

## О доказательстве
Обычно в доказательстве применяется теорема Банаха о неподвижной точке к интегральной формы уравнения:
{\displaystyle y(t)-y(t_{0})=\int \limits _{t_{0}}^{t}f(s,y(s))ds}

## Вариации и обобщения
- Теорема Осгуда о единственности решения обыкновенного дифференциального уравнения